# Ixora casei
Espèce
Ixora casei est une espèce de plantes de la famille des Rubiaceae originaire des Îles Carolines.

## Description
Arbuste aux fleurs jaunes, rouges ou mauves selon la vairiété.

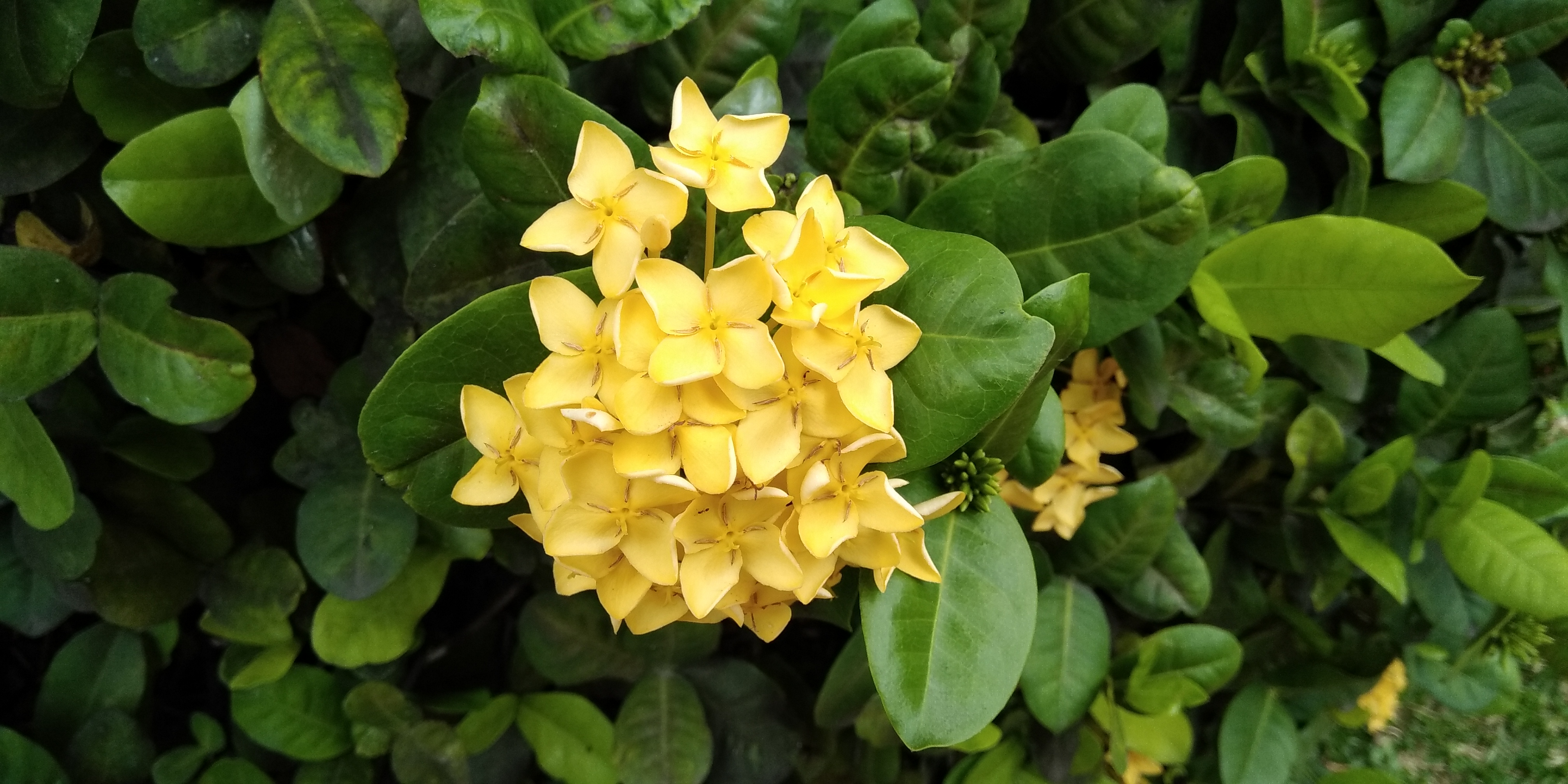
Variété jaune, habitation Clément, en Martinique

## Répartition
Endémique aux îles Carolines en Micronésie